# 람람산

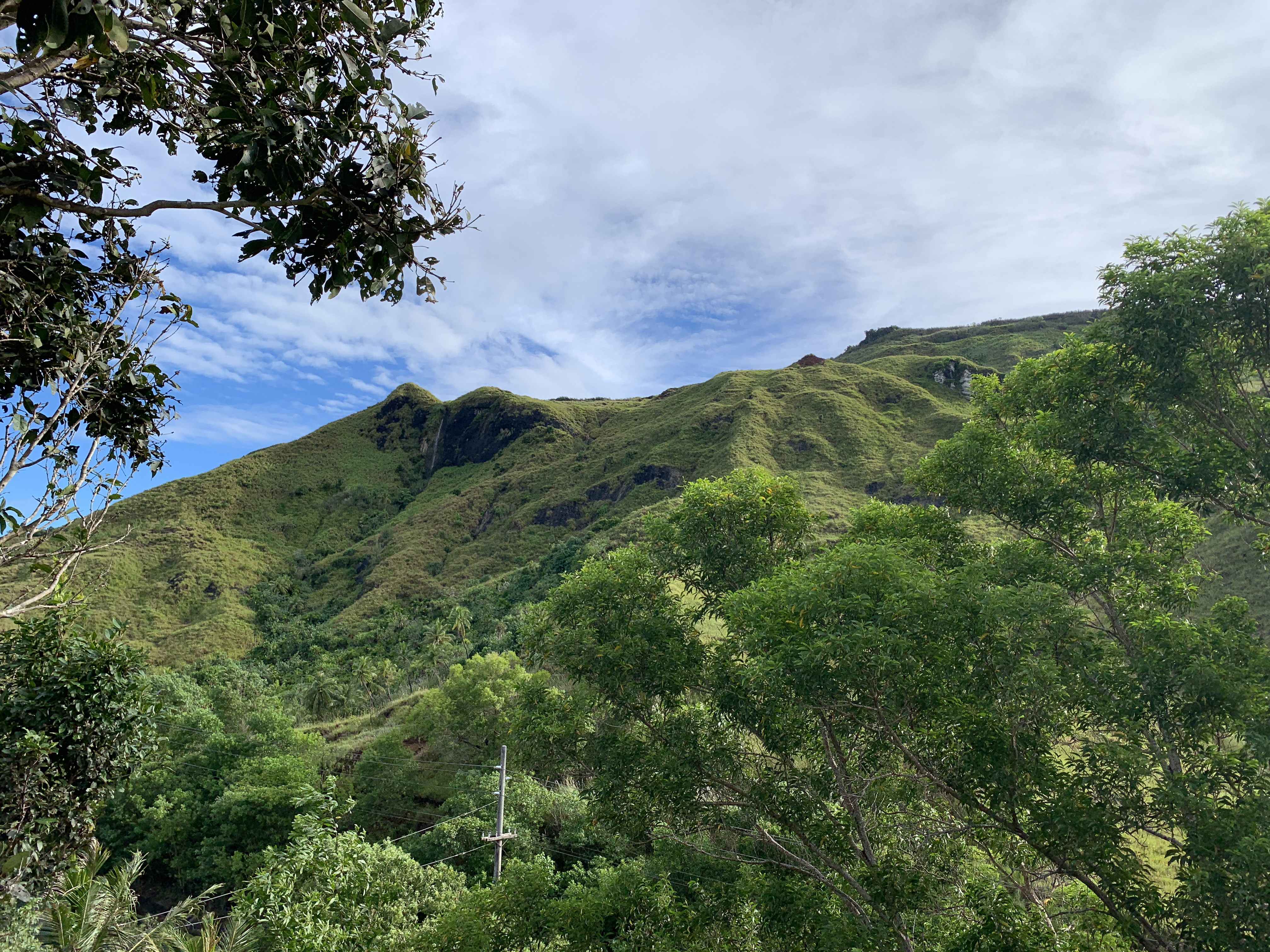
람람산

람람산(Mount Lamlam, 차모로어로 번개라는 뜻)은 괌 남서부에 있는 산으로 아가트 마을에서 5km 떨어져 있다. 높이 406m인 람람산 정상부터 마리아나해구 밑바닥까지의 길이는 지구에서 해발고도가 가장 급격히 변하는 곳으로 알려져 있다.